# Губкінський газопереробний завод
Губкінський газопереробний завод – підприємство нафтогазової промисловості, яке діє у Тюменській області Росії.
В 1989 та 1992 роках ввели в дію дві черги заводу однаковою потужністю по 1,07 млрд м3 на рік. Майданчик призначений для роботи з супутнім газом нафтових родовищ Тарасовської, Губкінської, Барсуковської та інших груп. Продукцією є стабільний газовий бензин, фракція С3+ (у російській термінології відома як широка фракція легких вуглеводнів, ШФЛУ) і товарний газ. 
Тривалий час завод мав незавершену технологічну схему та зміг розпочати повноцінне вилучення ШФЛУ лише після запуску в 2005-му установки низькотемпературної конденсації. Якщо в 2005-му було перероблено 2,3 млрд м3 супутнього газу та випущено 114 тисяч тон ШФЛУ, то в 2006-му виробництво останнього продукту зросло до 247 тисяч тон. В 2010-му ввели в дію другу установку низькотемпературної конденсації, що збільшило потужність ГПЗ до 2,6 млрд м3 із випуском понад 400 тисяч тон ШФЛУ. 
Всього за період з 1989 по 2009 рік на завод надійшло біля 30 млрд м3 газу.
Товарний газ видають через перемичку до газопроводу Уренгой – Челябінськ. ШФЛУ первісно закачували до конденсатопроводу Уренгой – Сургут, а з 2011-го транспортують по спеціалізованому трубопроводу Губкінський ГПЗ – Ноябрьськ. 
Наразі ГПЗ належить нафтохімічному холдингу «Сибур».